# Ramulus thaii
Espèce
Synonymes
- Baculum thaii[2]

Ramulus thaii ou Phasme thaï est une espèce de phasmes de la famille des Phasmatidae, originaire de Thaïlande et de la péninsule indochinoise.

## Systématique
L'espèce Ramulus thaii a été initialement décrite en 1985 par l'entomologiste autrichien Burghard Hausleithner (d) (1950-) sous le protonyme de Baculum thaii.

## Description
Cette espèce est très fine ce qui la fait paraître plus longue. La femelle adulte mesure de 100 à 130 mm et le mâle de 70 à 90 mm. Les jeunes mesurent entre 13 et 15 mm et leur croissance dure de 4 à 5 mois durant laquelle auront lieu de cinq à six mues. Les adultes vivent de 5 à 7 mois.